# Cele trei legi ale roboticii

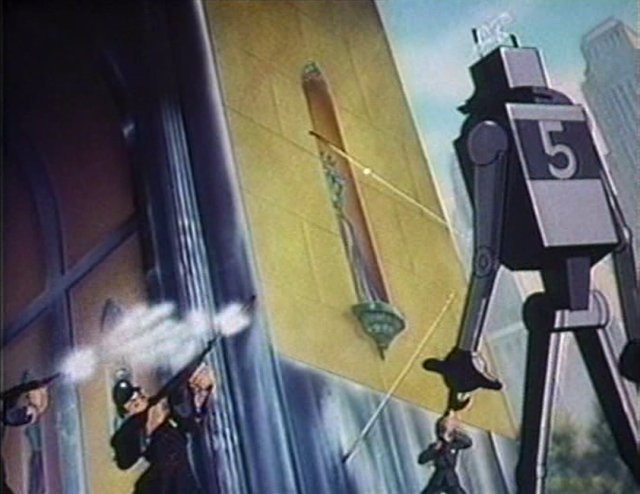
Imagine cu un robot-malefic din Superman: The Mechanical Monsters (1941)

Scriitorul ruso-american de etnie evreiască Isaac Asimov definește în literatura științifico-fantastică (SF) prin anii 1950 d.C. cele trei legi ale roboților și mașinilor „inteligente”, un concept revoluționar la acea vreme. O mare parte din creația literară a lui Asimov este construită în jurul acestor trei legi, pe care autorul le-a creat pentru a recomanda parametri clari ai funcționării roboților, în scopul de a preveni scăparea acestora de sub controlul omului.

## Legile
Cele 3 legi sunt:

### Legea 1
Un robot nu are voie să pricinuiască vreun rău unei ființe umane sau, prin neintervenție, să permită ca unei ființe omenești să i se facă un rău.

### Legea 2
Un robot trebuie să se supună ordinelor date de către o ființă umană, atât timp cât ele nu intră în contradicție cu Legea 1.

### Legea 3
Un robot trebuie să-și protejeze propria existență, atât timp cât acest lucru nu intră în contradicție cu Legea 1 sau Legea 2.

## Legea supremă - Legea 0
Acțiunea din romanele sale a pricinuit apariția unei legi suplimentare, intitulată "Legea 0 (zero)":
Un robot nu are voie să pricinuiască vreun rău umanității sau să permită, prin neintervenție, ca umanitatea să fie pusă în pericol.
Ca urmare a Legii 0, toate celelalte legi se modifică corespunzător, Legea 0 fiind legea supremă.

## Consecințe pentru zilele noastre
Consecințele acestor legi fictive se observă cel mult în lumea SF. Pentru a respecta o lege, oricine, deci și un robot, trebuie întâi să o înțeleagă. Or chiar și roboții anilor 2011 sunt încă departe de a înțelege sensul unei fraze formulate într-un limbaj natural. Apoi, legile ar mai trebui și interpretate (în plus trebuie înțeles și „spiritul legii”). Dar, chiar în ipoteza unei înțelegeri și interpretări corecte, cele 4 legi de mai sus ar fi probabil insuficiente pentru ca un robot să ia o decizie „bună” într-o lume concretă atât de complexă, astfel încât să nu scape niciodată de sub controlul omului.
Un alt aspect îl prezintă roboții militari din zilele noastre, dintre care unii sunt teleghidați, care au omorât deja mai mult de 40 de combatanți și circa 200... 1.000 persoane civile, fără însă ca să existe o etică  și o legislație de război pentru luptele robotizate. În aceste condiții reale, legile de mai sus ale roboticii nu pot decât să rămână un deziderat teoretic științifico-fantastic.
De asemenea, în 2014 filmul "Automata" are la bază aproape aceleași principii, fiind inspirat după creațiile lui Asimov.

## Vezi și
- Seria Fundația de Isaac Asimov
- Liuben Dilov - acesta propune o a patra lege a roboticii: Un robot trebuie să-și stabilească identitatea ca robot, în toate cazurile.
- Cele trei legi ale lui Clarke